# Heilige Familie und St. Walburga (Hammelbach)

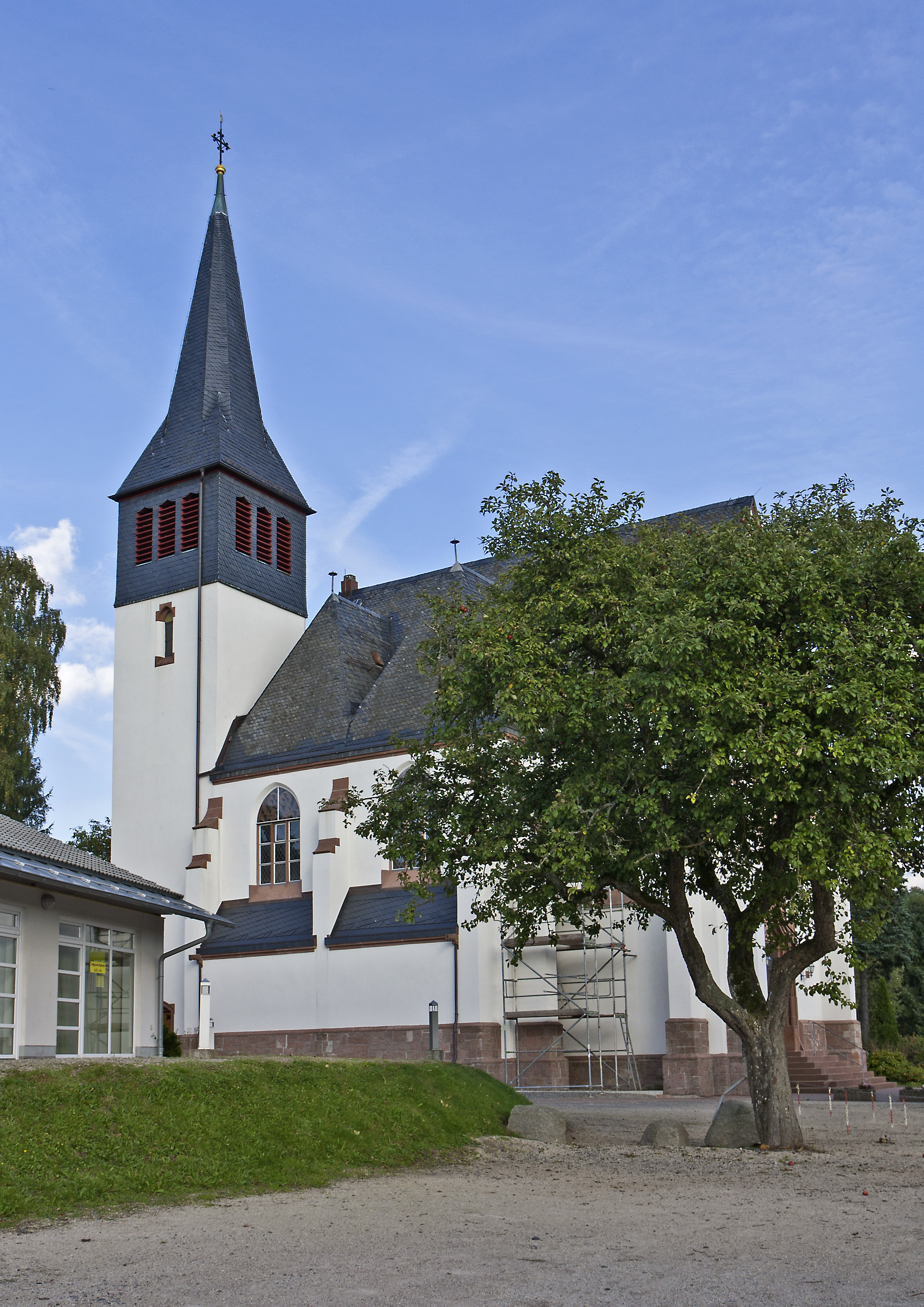
Heilige Familie und St.Walburga (Hammelbach)

Die römisch-katholische, denkmalgeschützte Pfarrkirche Heilige Familie und St. Walburga steht in Hammelbach, einem Ortsteil der Gemeinde Grasellenbach im Landkreis Bergstraße in Hessen. Die Kirchengemeinde gehört zur Pfarrgruppe Überwald im Bistum Mainz.

## Beschreibung
Die neugotische Hallenkirche mit drei Kirchenschiffen wurde 1911 bis 1914 nach einem Entwurf von August Greifzu gebaut. Sie hat einen dreiseitigen Schluss des eingezogenen Chors im Nordosten. Der mit einem achtseitigen spitzen Helm bedeckte Kirchturm ist im Nordwesten an den Chor angebaut. Sein schiefergedecktes oberstes Geschoss verbirgt hinter den als Triforien ausgebildeten Klangarkaden den Glockenstuhl. Das Satteldach des Langhauses wird von zwei Walmdächern gequert. Die Wände von Langhaus und Chor werden von Strebepfeilern gestützt. 
Die Innenräume von Langhaus und Chor sind mit Kreuzrippengewölben überspannt. Im nördlichen Kirchenschiff befindet sich eine Empore. Die Kirchenausstattung stammt aus der Bauzeit. Der Seitenaltar ist dem Gnostiker Valentinus geweiht.